# Верхняя Саксония
Верхняя Саксония (нем. Obersachsen) — большая часть бывших владений династии Веттинов, состоящая из территории нынешней федеральной земли Саксония (полное название Свободное государство Саксония) и юго-восточной части нынешней земли Саксония-Анхальт. Нередко (в узком смысле) Верхней Саксонией называют лишь нынешнюю федеральную землю Саксония.
Верхняя Саксония никогда не была местом обитания племени саксов. Саксы проживали на территории нынешней федеральной земли Нижняя Саксония, где существовало племенное герцогство Саксония.
В 1180 году герцог Саксонии Генрих Лев был лишён титула, а герцогство разделено. Небольшая часть герцогства была присоединена к владениям династии Асканиев, которым был передан и титул «герцог Саксонии». В 1423 году в благодарность за услуги в войне с гуситами император передал мейсенскому маркграфу Фридриху из династии Веттинов часть владений Асканиев на бывших славянских землях и титул герцога Саксонии. 
Постепенно герцогством Саксонией (или просто Саксонией) стали называться все владения Веттинов. Они располагались выше по течению реки Эльба. Для различения от собственно саксонских территорий, которые находились внизу по течению реки, применялось название «Верхняя Саксония». 
На территории Верхней Саксонии ранее проживали славяне (сорбы), а на западе также немцы (тюринги). Веттины были не только маркграфами Мейсена, но и ландграфами в Тюрингии, и они стали заселять немцами всю Верхнюю Саксонию, переселяя крестьян из Тюрингии. Юго-западная часть нынешней земли Свободное государство Саксония (не сразу попавшая под власть Веттинов) была заселена, в основном, майнскими франками (франконцами) и баварцами. Северо-западная часть нынешней земли Саксония-Анхальт не входила во владения Веттинов и была частично заселена саксами.
Часть славян была вытеснена на восток, часть постепенно перешла на немецкий язык. 
Современное население Верхней Саксонии разговаривает на диалекте средненемецкого языка, близком к диалекту Тюрингии.